# Пеан, Жюль Эмиль
Жюль Эми́ль Пеа́н (фр. Jules-Émile Péan, 21 ноября 1830 — 30 января 1898) — выдающийся французский хирург, один из основоположников современной абдоминальной хирургии и гинекологии, член Национальной Академии медицины (1882).

## Биография
Родился 21 ноября 1830 года в Марбуэ, в четырёх километрах к северу от Шатодёна, в семье мельника Жан-Пьера Пеана. Среднее образование получил в колледже в Шартре. В 1851 году поступил на медицинский факультет Парижского университета, где обучался под руководством известного французского хирурга Огюста Нелатона. в 1860 году защитил докторскую диссертацию о лопаточно-плечевой резекции. 1861 году он стал врачом и до 1893 года работал в госпиталях Святого Антония и Сан-Луи. В 1862 году изобрел кровоостанавливающий зажим, используемый до сих пор хирургами по всему миру (зажим Пеана). Одним из первых успешно осуществил удаление яичников — овариэктомию в 1864 году. С 1868 года главный хирург нескольких парижских больниц. С 1874 года — профессор, руководитель хирургического отделения Сан-Луи. 9 апреля 1879 года Пеан выполнил первую в мире резекцию желудка при раке его антрального отдела, названную им гастрэктомией, однако больной умер в ночь с четвёртых на пятые сутки после операции. Первым в мире осуществил трансвагинальную гистерэктомию по поводу рака матки в 1890 году. После выхода в отставку в 1892 году продолжил работу в построенном на собственные деньги Hôpital Internatinal (в настоящее время носит его имя). В 1893 году он выполнил первую операцию эндопротезирования плечевого сустава, имплантировав протез собственного изготовления, профункционировавший в течение двух лет и удалённый из-за развития инфекционных осложнений. Умер 30 января 1898 года в своём доме в Париже. Похоронен 1 февраля 1898 года на кладбище Монмартр.
Награждён орденом Почётного легиона.

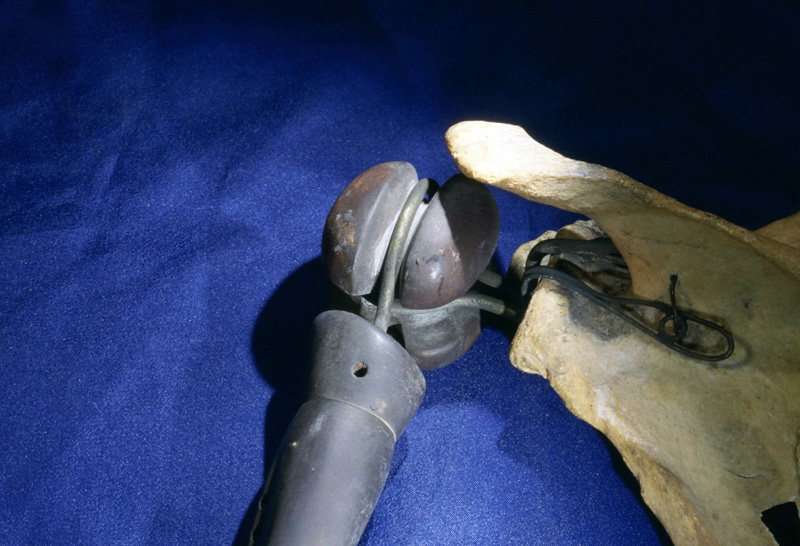
Протез плечевого сустава, изготовленный и имплантированный Пеаном

## Труды
- Элементы патологической хирургии (1875 г.);
- Уроки клинической хирургии (1876 г.).

## Память
- Через одиннадцать лет после смерти Пеана, 16 декабря 1909 года, ему был установлен памятник в Париже на бульваре Порт-Рояль, который однако был снесен немцами во время оккупации Франции 27 ноября 1941 года.
- Одна из улиц Шатодёна названа в его честь (Rue Péan).